# Байдарская долина
Байда́рская доли́на (укр. Байдарська долина, крымскотат. Baydar uva, Байдар ува) — межгорная котловина в юго-западной части полуострова Крым, с 1991 года — крупнейший в Крыму заказник «Байдарский». В административном отношении находится в Балаклавском районе, на юго-востоке территории, подчинённой горсовету Севастополя.

## История
Названа по старому названию села Орлиного — Байдары.
В начале XIX века значительные земли тут принадлежали адмиралу Н. С. Мордвинову.
«Когда Мордвинов получил за заслуги Байдарскую долину, ему дан был выбор, и он, конечно, выбрал самую лучшую местность, где великолепная растительность, воздух самый живительный и местоположение самое красивое: яйла освежает и оживляет эту местность», — свидетельствовала А. О. Смирнова.
Сёла, расположенные в Байдарской долине, объединены в Орлиновский сельсовет, входящий в состав Балаклавского района города Севастополя (в скобках указаны названия, существовавшие до переименования, последовавшего за депортацией крымских татар в 1944 году):
- Кизиловое
- Колхозное (Узунджа)
- Новобобровское (Бага)
- Озёрное
- Орлиное (Байдар)
- Павловка (Сахтик)
- Передовое (Уркуста)
- Подгорное (Календо)
- Родниковое (Скеля)
- Россошанка (Саватка)
- Тыловое (Хайто)
- Широкое (Бююк-Мускомия)

## Описание
Байдарская долина находится на высоте 300—400 метров, окружающие её горы — 600—800 метров. Через долину проходила старая дорога из Херсонеса (а затем Севастополя) на Южный берег Крыма. На южной оконечности долины находится перевал Байдарские ворота, с которого открывается вид на Южный берег Крыма.
В 1908 году А.Я.Бесчинский так писал о Байдарской долине:
Местами горы отступают от берега тремя сторонами, медленно подымаясь к северу широким и отлогим амфитеатром, и образуют красивые долины. Наибольшими размерами и красотой среди прибрежных долин отличаются Судакская, Ялтинская, Алуштинская и Капсихорская. Но самая большая долина в Крыму - Байдарская, лежащая вне берега моря.

С 1991 года Байдарская долина вошла в состав крупнейшего в Крыму заказника «Байдарский». С 2002 года в долине расположена база летних полевых практик студентов географического факультета МГУ.